# Team Energi Fyn/Saison 2010
Dieser Artikel listet Erfolge und Mannschaft des Radsportteams Energi Fyn in der Saison 2010 auf.

## Saison 2010

### Abgänge-Zugänge
| Zugänge               | Team 2009                     | Abgänge             | Team 2010                       |
| --------------------- | ----------------------------- | ------------------- | ------------------------------- |
| Andreas Frisch        | Blue Water-Cycling for Health | Christian Jørgensen | Glud & Marstrand-LRØ Rådgivning |
| Thomas Guldhammer     | Team Capinordic               | Jesper Mørkøv       | Bonnat 91-France                |
| Jakob Bering          | Team Stenca Trading           | Mads Bugge Andersen | Unbekannt                       |
| Søren Pugdahl         | Team Stenca Trading           | Anders Fialla       | Unbekannt                       |
| Rasmus Lehrmann       | Team GLS (2008)               | Jesper Hansen       | Unbekannt                       |
| Kristian Haugaard     | Neoprofi                      | Martin Hansen       | Unbekannt                       |
| Christian Kreutzfeldt | Neoprofi                      | Martin Lollesgaard  | Unbekannt                       |
| Kasper Malmkjær       | Neoprofi                      | Mikkel Lund         | Unbekannt                       |
| Rasmus Sterebo        | Neoprofi                      |                     |                                 |

### Mannschaft
| Name                  | Geburtstag       | Nationalität |
| --------------------- | ---------------- | ------------ |
| Jakob Bering          | 18. Oktober 1988 | Dänemark     |
| Andreas Frisch        | 6. Mai 1986      | Dänemark     |
| Thomas Guldhammer     | 31. Juli 1987    | Dänemark     |
| Kristian Haugaard     | 27. Februar 1991 | Dänemark     |
| Jacob Kodrup          | 1. Januar 1987   | Dänemark     |
| Christian Kreutzfeldt | 5. Januar 1991   | Dänemark     |
| Rasmus Lehrmann       | 8. Juli 1985     | Dänemark     |
| Kasper Malmkjær       | 4. Juni 1983     | Dänemark     |
| Mads Meyer            | 10. Januar 1990  | Dänemark     |
| Søren Pugdahl         | 17. Oktober 1987 | Dänemark     |
| Christian Ranneries   | 5. Mai 1988      | Dänemark     |
| Rasmus Sterebo        | 11. August 1991  | Dänemark     |